# Masteria
Masteria – rodzaj pająków z infrarzędu ptaszników i rodziny Dipluridae. Obejmuje 39 opisanych gatunków. Zamieszkują Ameryki Środkową i Południową, Filipiny, Australię i Oceanię.

## Morfologia
Pająki osiągające od 3,5 do 6,1 mm długości ciała. Barwa karapaksu, szczękoczułków i odnóży bywa od białawej przez żółtą i pomarańczową po ciemnobrązową, spodu prosomy od białawej do jasnobrązowej, a opistosomy (odwłoka) od białawej do jasnożółtej.
Sześcioro lub ośmioro oczu rozmieszczonych jest na szerszym niż dłuższym wzgórku ocznym na planie owalnym. W okolicy oczu brak jest mikrokolców. Szczękoczułki są pozbawione rastellum i mają na członie nasadowym szereg od 9 do 14 ząbków przednio-bocznych oraz szereg od 7 do 20 bardzo drobnych ząbków środkowo-nasadowych. Szersza niż dłuższa warga dolna oraz szczęki pozbawione są kuspuli; te ostatnie mają jednak szeregową serrulę na wierzchołkowej krawędzi. Dłuższe niż szerokie, owalne w obrysie sternum pozbawione jest widocznych sigilli. Odnóża mają uda z wyraźnym grzbietowym szeregiem od 5 do 16 długich i cienkich kolców oraz z dwoma brzusznymi szeregami cienkich kolców liczącymi od 4 do 20 sztuk, golenie i nadstopia z dwoma grzbietowymi szeregami trichobotrii o pomarszczonych podstawach, a stopy z jednym grzbietowym szeregiem takich trichobotrii. Stopy pozbawione są skopuli, zwieńczone są parą pazurków górnych zaopatrzonych w szereg od 5 do 15 ząbków oraz pojedynczym pazurkiem dolnym zaopatrzonym w 2 do 7 ząbków. U samców pierwsza para odnóży ma w wierzchołkowej części goleni wyrostek przednio-boczny, któremu na nadstopiu odpowiada wklęśnięcie nasadowe, zwykle zaopatrzone w spłaszczony kolec nasadowy. Ów wyrostek może być rozwidlony lub zastąpiony jednym lub większą liczbą megakolców.
Opistosoma (odwłok) ma krótkie kądziołki przędne pary tylno-środkowej z gruczołami przędnymi na szczycie oraz wydłużone kądziołki przędne pary tylno-bocznej, zbudowane z trzech członów, z których ostatni ma palcowaty wierzchołek oraz gruczoły typu ampułkowatego większego, groniastego i dyniowatego na spodniej powierzchni.
Nogogłaszczki samca mają goleń z grupą kolców lub szczecinek położoną na tylno-bocznej powierzchni pośrodkowo lub nasadowo oraz tak szerokie jak długie, zaopatrzone w od 2 do 4 kolców wierzchołkowych cymbium, zbudowane z dwóch płatów, z których przednio-boczny jest krótki. Bulbus może być gruszkowaty, kulisty lub pociągły i u części gatunków zaopatrzony jest w apofizę paraemboliczną. Genitalia samicy mają dwie spermateki zbudowane z od jednego do czterech, a wyjątkowo pięciu płatów.

## Rozprzestrzenienie
Rodzaj szeroko rozprzestrzeniony w strefie tropikalnej. W neotropikalnej Ameryce występuje od Kostaryki i Wielkich Antyli (Kuba, Dominikana, Portoryko i Jamajka) na północy przez Panamę, Małe Antyle, Kolumbię, Wenezuelę i Gujanę po Ekwador, Peru i amazońską część Brazylii. W krainie orientalnej znany jest z Filipin. W krainie australijskiej zamieszkuje Nową Gwineę, australijskie Queensland, Nową Kaledonię, Fidżi i Mikronezję.

## Taksonomia
Takson ten wprowadzony został w 1873 roku przez Ludwiga Carla Christiana Kocha.
Do rodzaju tego zalicza się 39 opisanych gatunków:
- Masteria aguaruna Passanha et Brescovit, 2018
- Masteria aimeae (Alayón, 1995)
- Masteria amarumayu Passanha et Brescovit, 2018
- Masteria angienae Víquez, 2020
- Masteria barona (Chickering, 1966)
- Masteria caeca (Simon, 1892)
- Masteria cavicola (Simon, 1892)
- Masteria chalupas Dupérré et Tapia, 2021
- Masteria colombiensis Raven, 1981
- Masteria downeyi (Chickering, 1966)
- Masteria franzi Raven, 1991
- Masteria galipote Passanha et Brescovit, 2018
- Masteria golovatchi Alayón, 1995
- Masteria guyanensis Almeida, Salvatierra et de Morais, 2018
- Masteria hirsuta L. Koch, 1873
- Masteria jatunsacha Dupérré et Tapia, 2021
- Masteria kaltenbachi Raven, 1991
- Masteria lasdamas Dupérré et Tapia, 2021
- Masteria lewisi (Chickering, 1964)
- Masteria lucifuga (Simon, 1889)
- Masteria macgregori (Rainbow, 1898)
- Masteria machay Dupérré et Tapia, 2021
- Masteria manauara Bertani, Cruz et Oliveira, 2013
- Masteria modesta (Simon, 1892)
- Masteria mutum Passanha et Brescovit, 2018
- Masteria otongachi Dupérré et Tapia, 2021
- Masteria pallida (Kulczyński, 1908)
- Masteria papallacta Dupérré et Tapia, 2021
- Masteria pasochoa Dupérré et Tapia, 2021
- Masteria pecki Gertsch, 1982
- Masteria petrunkevitchi (Chickering, 1964)
- Masteria sabrinae Passanha et Brescovit, 2018
- Masteria simla (Chickering, 1966)
- Masteria soucouyant Passanha et Brescovit, 2018
- Masteria spinosa (Petrunkevitch, 1925)
- Masteria tayrona Passanha et Brescovit, 2018
- Masteria toddae Raven, 1979
- Masteria urdujae Rasalan et Barrion-Dupo, 2019
- Masteria yacambu Passanha et Brescovit, 2018